# Huesa del Común
Huesa del Común (aragónul Uesa) település Spanyolországban, Teruel tartományban. Huesa del Común Allueva, Fonfría, Teruel, Loscos, Monforte de Moyuela, Blesa, Plou, Maicas és Anadón községekkel határos. Lakosainak száma 57 fő (2024).

## Népesség
A település népessége az utóbbi években az alábbiak szerint változott:
| Lakosok száma | 131  | 116  | 105  | 97   | 86   | 73   | 67   | 73   | 71   | 57   |
|               | 2001 | 2004 | 2007 | 2009 | 2012 | 2014 | 2017 | 2019 | 2022 | 2024 |